# Gustave Drouineau
Gustave Pierre Drouineau (La Rochelle, 22 février 1798 - La Rochelle, hospice de Lafond, 19 avril 1878) est un romancier, poète et auteur dramatique français.

## Biographie
Issu d'une famille de médecins de La Rochelle, il part pour Paris pour suivre des études de droit et pour y vivre de poésies. Il obtient dès 1826 un fort succès avec son drame romantique Rienzi, tribun de Rome qui fera le tour de l'Europe, connaîtra de nombreuses traductions et éventuellement inspirera Richard Wagner pour son opéra Rienzi, der letzte der Tribunen (1828). Ses pièces sont alors représentées sur les plus grandes scènes parisiennes : Théâtre de la Porte-Saint-Martin, Théâtre de l'Odéon, Théâtre de l'Ambigu-Comique etc.
Son roman Ernest ou le travers du siècle publié en 1829 chez Timothée Dehay devient un véritable best-seller, inspirant même Balzac pour les Illusions perdues (1837). Les romans suivant ne connaissent pas le même succès. Après la mort de sa femme décédée de consomption, il se plonge dans la spiritualité. En 1833, il crée une secte qu'il nomme néo-christianisme et arrête définitivement l'écriture en 1835. Sa famille le fait alors interner à l'hospice de Lafond où il plonge dans un oubli total et finit sa vie.

## Hommages
- Une rue de La Rochelle porte son nom.
- Gustave Flaubert a écrit lors de son décès : « C'est un fleuron de gloire littéraire enlevé à notre couronne de rédaction. »[1]

## Œuvres
- Épître à Casimir Delavigne, sur ses ouvrages, 1823
- Épître à quelques poètes panégyristes, 1824
- Trois nuits de Napoléon, 2 vol., 1826
- Rienzi, tribun de Rome, tragédie en 5 actes, 1826
- L'Écrivain public, drame en 3 actes, en prose, avec Merville, 1828
- L'Espion, drame en 5 actes, en prose, avec Louis-Marie Fontan et Léon Halévy, 1828
- Ernest, ou Le travers du siècle, 5 vol., 1829
- Le Fou, drame en 3 actes, avec Antony Béraud et Alexis Decomberousse, 1829
- Lettre à M. Cauchois-Lemaire, 1830
- Françoise de Rimini, drame en 5 actes, en vers, 1830
- Le Soleil de la liberté, 1830
- Le Manuscrit vert, 2 vol., 1832
- Les Ombrages, contes spiritualistes, 1833
- L'Ironie, 1834
- Confessions poétiques, 1834
- Le livre de beauté, 1834
- Celeste, 2 vol., 1834
- Résignée, 2 vol., 1834
- Pensées du ciel et de la solitude de Pierre-Justin Maurice, préface, 1834
- Lord Byron in Italia o La Rassegnata, 1843
- Ernest Dutouquet. Œuvres posthumes, théâtre, poésie diverses, posthume, 1876